# Митчелл, Джулиет
Джулиет Митчелл (англ. Juliet Mitchell; род. 4 октября 1940, Крайстчерч, Новая Зеландия) — британская автор, социалистическая феминистка и психоаналитик.

## Биография

### Ранняя жизнь
Джулиет Митчелл родилась 4 октября 1940 года в городе Крайстчерч (Новая Зеландия). В 1944 году переехала в Англию, где проживала с бабушкой и дедушкой. В 1962 году получила образование по специальности английский язык в Колледже Святой Анны в Оксфорде. Преподавала литературу Англии с 1962 по 1970 год в университете Лидса и Рединга. Сейчас пишет две книги на основе её исследований, которые включали изучение Шекспира, братьев и сестер и их отношений, теоретического исследования роли «закона матери» в отношениях с братьями и сестрами.
В 1960-х годах была активной в движении «новых левых» и входила в редакцию журнала New Left Review.

### Карьера
Митчелл получила большое внимание от СМИ после опубликования её новаторской статьи «Женщины: самая долгая революция» в журнале «New Left Review» (1966), в котором она утверждала, что хотя положение женщины в производственных отношениях и имеет ключевое значение, понимание неравенства требует анализа того, каким образом угнетение конструируется в подсознании, и становится частью женского «Я».
Она является профессором психоанализа в Колледже Иисуса и основателем центра гендерных студий в Кембриджском университете. В 2010 году вступила в должность директора расширенной докторской школы в психоаналитических студиях в Университетском колледже Лондона. Сейчас входит в редакционный совет журнала «Гендерные исследования».

## «Психоанализ и феминизм»
Митчелл наиболее известна благодаря работе «Психоанализ и феминизм: Фрейд, Райх, Лэйнг» (1974), в которой она пыталась примирить психоанализ и феминизм в то время, когда они считались несовместимыми. В этой книге она соглашается с идеей Жака Лакана о символичной конструкции, которая лежит в основе гендерной идентичности. Она видела асимметричный взгляд Фрейда на маскулинность и феминность как отражение реалий патриархальной культуры и пыталась использовать его критику феминности, чтобы критиковать патриархат.
Важная часть утверждения «Психоанализа и феминизма» — это то, что марксизм предполагает модель, в которой могут появиться непатриархальные структуры для воспитания детей.
Первая часть книги содержит реинтерпретацию тезисов Фрейда, однако она скорее освещает собственное видение отношения психоанализа к феминизму, чем раскрывает «истинные» взгляды Фрейда. Автор в своём труде касается «болевых точек» феминизма и психоанализа: пол, политика и семья, эдипов комплекс — все эти темы остро встают для тех, кто отделяет учение Фрейда от феминизма.

### Монографии
- «Женская собственность» (1971)
- «Психоанализ и феминизм: Фрейд, Рейх, Лэйнг и женщины» (1974)
- «Женщины: самая долгая революция» (1984)
- «Mad Men and Medusas: Reclaiming Hysteria» (2000)
- «Siblings: Sex and Violence» (2003)

На русском языке
- Митчелл Дж. Женская сексуальность. Жак Лакан и école freudiene. Введение // Введение в гендерные исследования Ч. II: Хрестоматия / пер. с англ. З. Карасюка. — Харьков—СПб.: ХЦГИ—Алетейя, 2001. — С. 534—560. — ISBN 5-89329-422-Х.
- «Скрытая жизнь братьев и сестер: Угрозы и травмы» — М.: Когито-Центр, 2020. — 343 с. — ISBN 978-5-89353-603-4.